# Josef Olejník
Josef Olejník (1. července 1914 Květná – 11. července 2009 Šternberk) byl český katolický kněz, hudebník a pedagog, skladatel liturgické hudby a znalec gregoriánského chorálu.

## Život
Vystudoval Arcibiskupské gymnázium v Kroměříži a Cyrilometodějskou bohosloveckou fakultu v Olomouci, po kněžském svěcení, které obdržel 5. července 1938, pak ještě studoval na Papežském institutu posvátné hudby.
Po devítiměsíční službě u československých jednotek v Anglii a návratu do vlasti působil ve farní správě a na teologických fakultách, za komunistického režimu byl často překládán a měl potíže se získáváním státního souhlasu. V letech 1968–1975 působil na teologické fakultě v Olomouci a v Litoměřicích. V roce 1975 mu bylo zakázáno pedagogické působení, ke kterému se později ale vrátil. 
Po celý život skládal liturgickou hudbu. Od roku 1973 až do své smrti vedl smíšený chrámový sbor ve Velké Bystřici. Roku 1990 se stal docentem liturgického zpěvu na olomoucké teologické fakultě a vypomáhal ve farnosti Moravičany. Za rok 2003 obdržel Cenu města Olomouce v oblasti hudby.
Je pohřben ve Strání.

## Dílo

### Skladby

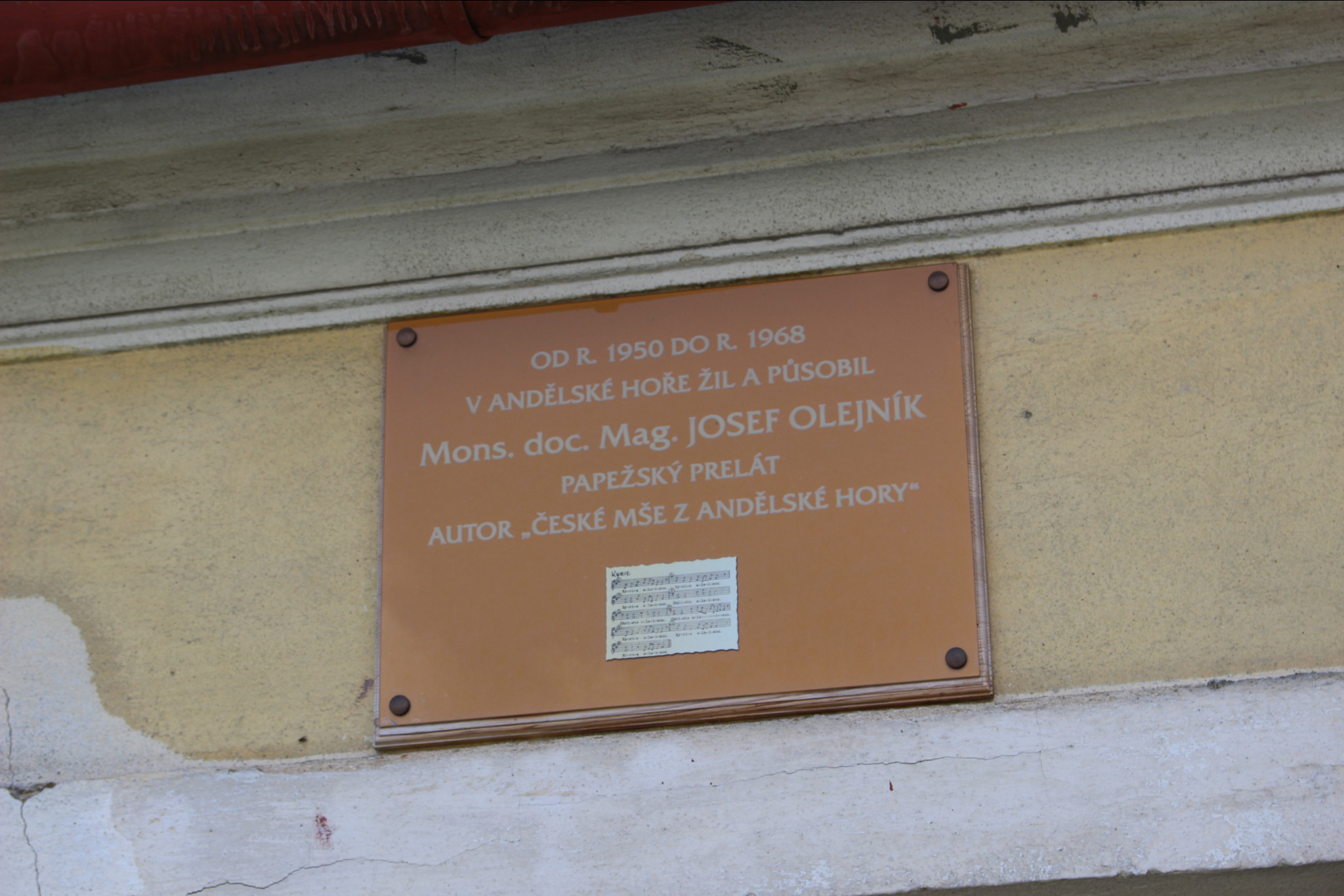
Pamětní deska na kostele v Andělské Hoře

- Česká mše z Andělské Hory, 2. a 3. ordinárium, Staroslověnské ordinárium, Slovenská mše
- Mešní zpěvy (zpěvy kněze a odpovědi lidu)
- Žalmy pro neděle a všední dny liturgického roku, slavnosti, svátky a památky a žalmy pro různé příležitosti
- Mešní propria pro neděle, slavnosti, svátky, památky a pro mše s obřady – např. Zpěvy k liturgii Svatého týdne, Svatodušní proprium, proprium ke sv. Cyrilu a Metodějovi
- České requiem – Věřím, že můj vykupitel žije – a další zpěvy k liturgii za zemřelé
- Liturgie hodin – 2. nešpory pro neděle a kompletář pro neděle a všední dny
- Písně ke mši svaté – Pane žní a nepožatých polí, Bůh je láska, Vzývej církvi svého kněze Jana a Pějme píseň o Hedvice
- Modlitba ke sv. Michaeli archanděli, Modlitba umírajícího Konstantina-Cyrila za církev a vlast, Žalm 150, Modlitbu ke sv. Josefu po růžencové pobožnosti, Anděl Páně
- Úpravy pro sbor, např. Kde domov můj nebo vánoční Zpěvy u jesliček

### Knihy a noty
- Žaltář I-IV[2]
- Nedělní nešpory (kniha)[3]
- Velikonoční graduál
- Vánoční graduál[4]
- Obřadní graduál[4]
- Sváteční graduál[5]
- Nedělní graduál[6]